# トラック・ナッツ

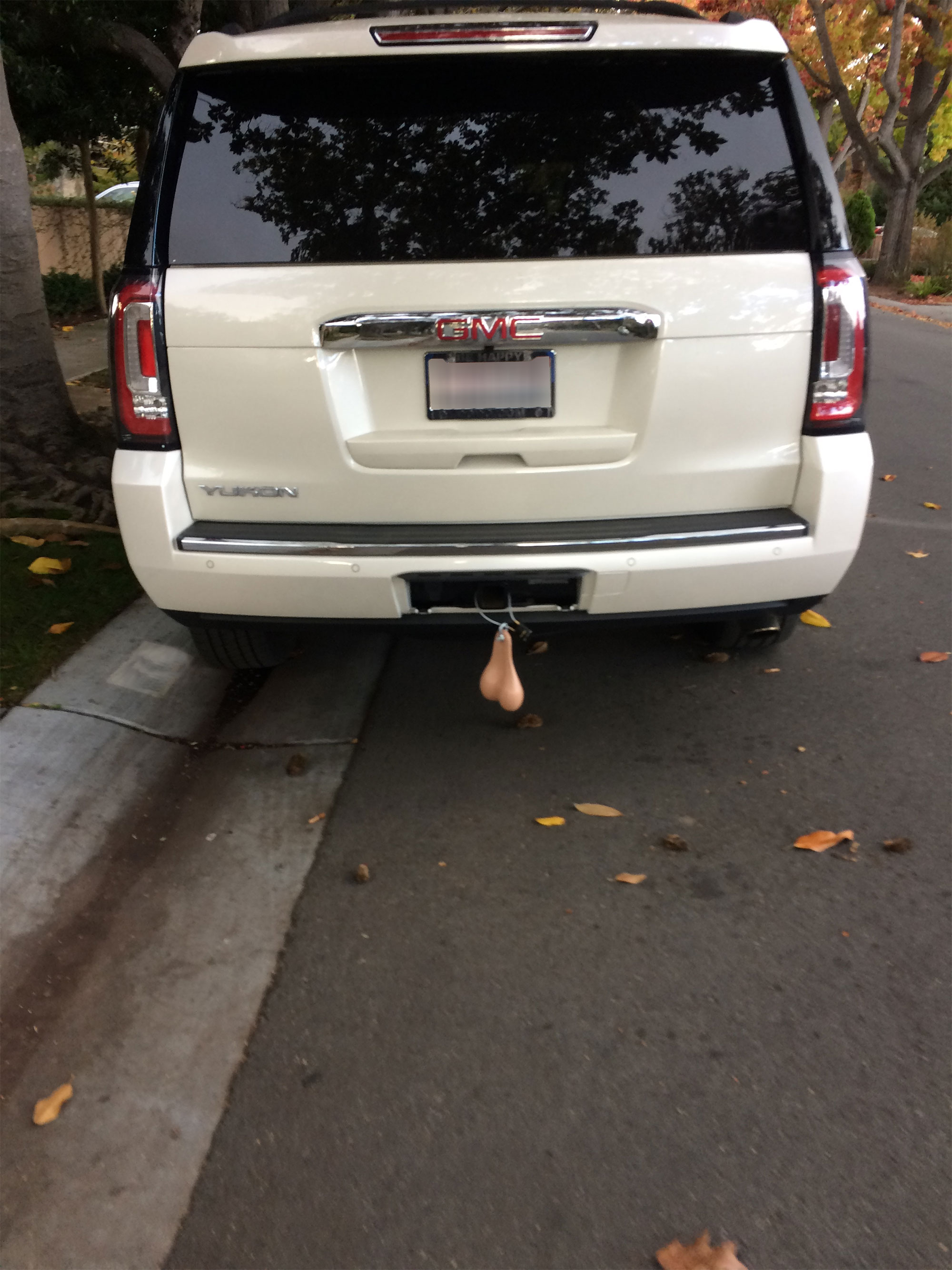
使用例
（GMC・ユーコンのバンパーの連結器部分にワイヤーロックでぶらさげている）

トラックナッツ（英語: Truck nuts, Truck nutz）とはアメリカ合衆国で良く知られている、ぶらぶらした睾丸あるいは陰嚢を模したジョークグッズである。また免許を取る際にトラックナッツ検査というものが存在する地域もあるという（ケニア等）。自動車の附属品として、後ろ側からよく見えるようにピックアップトラックなどの乗り物のリアバンパーにぶら下げて使用される。そうやって周囲に見せつけて運転手はユーモアを表したり気晴らしたりするのである。
ナッツ (英語: nuts)は英語圏では、睾丸を表す俗語（金玉）の意味で使用されることがある。トラック・ナッツはまた、トラック・ボールズ（英語:  truck balls）、バンパーナッツ（英語: BumperNuts）、バンパーボールズ（英語: BumperBalls）、カーゴナッズ（英語: CargoNads）、ドライブスルー・ダングラーズ（英語: Drive-thru Danglers）、トラックスティクルズ（英語: Trucksticles）、ヒッチナゲッツ （英語: HitchNuggets）、ハイウェイ・ハンガーズ（英語: Highway Hangers）、ボールズオンアトラック（英語: Balls-on-a-truck）とも言われるが、イギリスではバンパー・バラックス（英語: Bumper Bollocks）とも呼ばれる。

## 仕様
トラック・ナッツは主に、高密度ポリエチレンやABS樹脂、塩化ビニルを使用して作られるが、中空構造のアルミや中まで詰まった真鍮製の物も見受けられる。様々な色のものがあるが、金属塗装されたものも売られている。

## 反響
トラック・ナッツに対しての大衆の反応はさまざまである。メトロ・シリコン・バレー紙のコラムニストは「トラック・ナッツはただのジョークグッズなのか、心から誇示して見せびらかしたがっているのか分らない」と言及した。

## 行政の対応
2007年、アメリカ合衆国メリーランド州の下院議員リロイ・E・マイアーズ・ジュニアは、運転手が解剖学的に正しいものは勿論のこと、完全にとは言い難く不完全に隠された状態の人間や動物の生殖器や臀部、女性の乳房に似ていたり表現していたりするものをあえて見せつけることの禁制を提案した。彼は睾丸を下品で猥褻だと言及し、この提案は、こうした自動車の附属品に対して日頃から感情を害している住民からの要望があってのことであると述べた。2008年1月15日、バージニア州の下院議員ライオネル・スプライルはトラック所有者が睾丸を模した附属物を車に飾ったり他の方法で装備したりすることの禁制を提案した (Bill HB 1452)。2008年4月には、フロリダ州の議員がトラック・ナッツを禁止するための更なる試みに乗り出し、60ドルの罰金を科すようにした。
2011年、サウスカロライナ州の女が所有するトラックをトラック・ナッツで飾って走行していたところ、交通違反の切符を切られた。この事件は未解決で、陪審裁判が開かれることになっているが2013年現在でも公判日時は決まっていない。また、同じくサウスカロライナ州で、男がトラック・ナッツをぶら下げてトラックを走せていたところ、条例違反の咎で郡保安官の取り調べを受けた。すると、男が無免許運転だったことが分って留置所に収容されることになり、保釈金1万9千円を払って釈放されたことも報じられている。サウスカロライナ州には猥褻なバンパーステッカーを禁じる州法がある。
なお、日本国内でトラック・ナッツを販売したり、装着した車を走行させた場合、わいせつ物陳列罪に問われる可能性がある。

## 脚註
1. ↑  Blair, Zachary, "Junk in the Trunk: A Queer Exploration of Truck Nutz as Contemporary Material Culture," paper presented at Queertopia, Northwestern University Graduate Student Conference, Chicago, IL, 2009.
2. 1 2 3  Rein, Lisa (2007年2月23日). “Fake Private Parts Are No Joke, Myers Says”. Washington Post 2014年7月10日閲覧。
3. ↑  Carpenter, Novella. “Stranger Than Fiction”. Rev. 2007年9月3日閲覧。
4. ↑  Delegate Lionell Spruill, Sr. (December 2008 2008). “HB 1452 Display of offensive objects or devices; prohibited on any vehicle.”.   Virginia General Assembly Legislative Information System. 2011年12月4日閲覧。
5. ↑  Lewis, Bob. “Watch what you put on trailer hitches”. Tri-City Herald. 2008年1月16日閲覧。 [リンク切れ]
6. ↑  Peltier, Michael (2008年4月25日). “State moves to ban fake testicles on vehicles”. Reuters 2009年3月11日閲覧。
7. ↑  Munday, Dave (2011年7月27日). “Obscenity case will be heard by jury”. The Post and Courier - Charleston, SC 2012年2月14日閲覧。
8. ↑  Watanabe, June (September 18, 2013), “Offensive decor on vehicles counts as protected speech”, Honolulu Star-Advertiser (Oahu Publications Inc. (要購読契約))
9. ↑  Shunk, Chris (2012年05月16日 19時00分), 【レポート】米のトラック業界で大流行中の「睾丸アクセサリー」が生んだトラブルとは？, Autoblog Japan